# Porto de Callao
O Porto de Callao, oficialmente Terminal Portuário do Callao, é um porto marítimo da costa central do Peru, no Pacífico sul-oriental, pertencente à cidade de Callao, na Província Constitucional do Callao. Além disso é o porto de facto da cidade de Lima.
É o principal porto do Peru em tráfico e capacidade de armazenagem. Por isso mesmo, é um dos mais importantes da América latina, se localizando no sétimo lugar e primeiro lugar na região Pacífico Sul em 2015. No ano de 2018, o movimento portuário no porto de Callao foi de 2,340,657 TEU localizando na 6º posição na lista de atividade portuária da América Latina e Caribe.
Tem uma profundidade de até 16 metros, o que permite receber navios que transportem até 15 mil TEU's, tem três concessões as quais responde à APN (Autoridade Portuária Nacional) que estão a cargo de Dubai Ports World (Berço Sul) e APM Terminals (Berço Norte), e Transportadora Callao S/A.

## Infra-estrutura
A infra-estrutura do porto tem melhorado nos últimos anos devido a diferentes investimentos que foram feitos através do sistema de concessões. No Porto de Callao existem cinco berços (1,2,3,4 e Norte), que são de atracamento direto, tipo espigão. Os quatro primeiros berços têm exatamente as mesmas características: 182.80 metros de lado. Dois berços têm 30 metros de largura e os outros dois têm 86. Existem dois amarraderos por berço, entre 31 e 34 pés de profundidade e uma longitude de 182.8 metros. Além disso, o berço Norte tem quatro atracadores, de uma profundidade entre 34 e 36 pés. A cada atracador tem uma distância entre 20 e 30 metros. Os berços estão especializados para contêiners, granéis e multipropósito.
Existem onze armazéns, de diversas áreas. Há quatro zonas para contêiners, e cinco pátios de contêiners. Adicionalmente, há um armazém fechado especializado em grãos. Existem duas gruas pórtico ZPMC e seis pós-panamax, além de duas gruas berço. Há para perto de 4 rebocadores, 22 terminal trucks, e 10 elevadores de diferente capacidade de carga (de 2.3, 3.2, 5.5 e 30 toneladas).

## Concessões
O Berço Norte está concesionado para a APM Terminals, empresa que ganhou o concurso público de concessão em abril de 2011. Outro dos berços (Berço Sul) está controlado por DP World Callao, uma subsidiaria de Dubai Ports World, que começou suas operações em maio de 2010. O berço centro esta concesionado a Consórcio Transportadora Callao.